# Spitze-Tal-Wert
Der Spitze-Tal-Wert oder die Schwingungsbreite (Schwankung) gibt in der Schwingungslehre die Höhe der Auslenkung einer Größe vom niedrigsten Wert bis zum höchsten Wert während einer Periode an. Eine frühere Bezeichnung war Spitze-Spitze-Wert. Bei symmetrischen Wechselgrößen entspricht der Spitze-Tal-Wert dem doppelten Maximalwert.

Sinus-Wechselspannung:
1 = Amplitude,
2 = Spitze-Tal-Wert,
3 = Effektivwert,
4 = Periodendauer

Der Spitze-Tal-Wert einer elektrischen Spannung kann mit dem Oszilloskop gemessen werden als Differenz zwischen Maximalwert und Minimalwert. Die Schwingungsbreite einer Wechselspannung ist die Summe der maximalen Spannung der positiven Halbschwingung und des Betrages der minimalen Spannung der negativen Halbschwingung.
Die Angabe eines konkreten Wertes eines Signals muss enthalten, um welche Größe es sich handelt. Gemäß werden unterschieden am Beispiel einer Spannung
- der Augenblickswert {\displaystyle u}
- der Maximalwert (bei beliebiger periodischer Spannung), der Scheitelwert (bei beliebiger Wechselspannung) oder die Amplitude (bei sinusförmiger Wechselspannung) {\displaystyle {\hat {u}}} oder {\displaystyle U_{\mathrm {s} }}
- der Spitze-Tal-Wert  {\displaystyle {\underset {{}^{\lor }}{\overset {{}_{\land }}{\!u}}}} oder die Schwingungsbreite {\displaystyle U_{\mathrm {e} }} (veraltet: Spitze-Spitze-Wert {\displaystyle U_{\mathrm {ss} }})
- der Effektivwert {\displaystyle U} oder {\displaystyle U_{\mathrm {eff} }}

Beispiel: Die sinusförmige europäische Netzspannung beim Privatverbraucher wird als Effektivwert {\displaystyle U_{\mathrm {eff} }} = 230 V angegeben. Sie hat einen Scheitelwert von {\displaystyle U_{\mathrm {s} }} = 325 V und eine Schwingungsbreite von {\displaystyle U_{\mathrm {ss} }} = 650 V.
Die Angaben gelten nur für periodische Vorgänge und nicht für Einschwingvorgänge.